# Salvage (filme de 2009)
Salvage é um filme de terror britânico de 2009 dirigido por Lawrence Gough, produzido por Julie Lau e escrito por Colin O'Donnell e Alan Patterson. O filme é estrelado por Neve McIntosh, Shaun Dooley e Linzey Cocker como residentes em uma rua suburbana que se encontram isolados do mundo exterior após uma emergência. O filme foi um dos três produzidos em Liverpool para celebrar o status da cidade como Capital Europeia da Cultura em 2008, e foi filmado no set da soap opera Brookside. Foi produzido com um orçamento mínimo e foi a última vez que o set de Brookside foi usado para fins de filmagem antes de ser vendido a um desenvolvedor privado. Neve McIntosh ganhou dois prêmios de Melhor Atriz por seu papel no filme.

## Sinopse
Na véspera de Natal, um jornaleiro entrega jornais em uma rua sem saída. Ao ouvir uma discussão entre um casal de indianos, ele espia pela janela, mas é localizado e perseguido pelo homem, o Sr. Sharma (Shahid Ahmed). Ele foge para a floresta atrás da rua, mas é assassinado por um agressor desconhecido.
Jodie (Linzey Cocker) é deixada por seu pai Clive (Dean Andrews) na casa de sua mãe no mesmo beco sem saída para ficar para o Natal. Jodie está relutante porque não se dá bem com a mãe. Ela encontra sua mãe, Beth (Neve McIntosh) em seu quarto fazendo sexo com Kieran (Shaun Dooley). Enojada, Jodie sai furiosa e fica na casa de sua amiga Lianne (Jessica Baglow) do outro lado da rua, apesar dos apelos de Beth. Beth discute com a mãe de Lianne, Pam (Debbie Rush), mas ela não a deixa entrar para ver Jodie.
Enquanto Beth fica em frente à casa de Lianne, uma equipe de soldados das forças especiais aparece e ordena que todos entrem. O Sr. Sharma sai de sua casa coberto de sangue e armado com uma faca. Enquanto ele avança em direção aos soldados, ele é morto a tiros. Beth volta para sua casa com Kieran e os dois ouvem tiros do lado de fora. Um noticiário de televisão mostra um contêiner de navio que foi parar em uma praia próxima. Três corpos foram encontrados perto dele e outro mais para o interior. A energia então é desligada.
Um homem invade a casa e os ataca, e depois de uma luta, Kieran o mata. O homem acabou sendo o vizinho de Beth, Peter Davis (Alan Pattison), que quebrou a parede comunal entre seus lofts. Beth e Kieran entram na casa de Peter, encontrando o lugar destruído e sua esposa morta. Pam bate na porta gritando por socorro, mas antes que eles possam deixá-la entrar, ela é arrastada e morta.
Os dois veem o corpo de um soldado no jardim de Peter e saem para pegar seu rádio. O soldado está vivo. Eles carregam o soldado Akede (Kevin Harvey) para dentro e tratam de seu ferimento. Akede revela que Sharma era um terrorista da Al-Qaeda e que o contêiner continha armas para uma operação terrorista. Mais tarde, Beth ouve Akede falando em seu rádio dizendo que sua equipe foi morta por uma criatura. Enquanto ela o confronta, ele diz a ela que a verdadeira causa do caos é devido a um experimento para criar uma criatura para ser usada como uma arma. Ele estava sendo levado para destruição por um helicóptero, mas o helicóptero afundou no mar. O contêiner contendo a criatura foi parar na praia e foi aberto por três adolescentes bêbados. Ele os matou e escapou.
Nesse ponto, a criatura aparece na janela e começa a entrar à força. Beth foge para o loft, mas Kieran é arrastado para baixo antes que possa subir. Beth volta para sua casa, mas o sargento-mor comandando a equipe das forças especiais (Ray Nicholas) está esperando por ela e a deixa inconsciente.
Beth acorda e se encontra amarrada e amordaçada do lado de fora, provavelmente para servir de isca. Kieran, gravemente ferido, mas ainda vivo, aparece e a desamarra. Eles tentam fugir, mas correm para o sargento-mor, que esfaqueia Kieran até a morte. Beth foge para a floresta, perseguida pelos soldados, e encontra o corpo do jornaleiro. A criatura aparece, mas não a percebe e ataca os soldados.
Beth vai para a casa de Lianne para encontrar sua filha. Ela encontra Lianne, que diz a ela que Jodie foi para casa. Beth foge de casa, evitando os soldados por pouco. Tiros são ouvidos lá dentro, indicando que mataram Lianne. De volta à casa dela, Beth encontra Jodie, mas eles são atacados pela criatura. Beth consegue esfaqueá-lo até a morte enquanto ataca Jodie, mas quando ela se levanta e grita em triunfo, ela é morta por um dos soldados. Jodie tenta ajudar sua mãe enquanto os soldados congelam em estado de choque.

## Elenco
- Neve McIntosh como Beth
- Shaun Dooley como Kieran
- Linzey Cocker como Jodie
- Dean Andrews como Clive
- Debbie Rush como Pam
- Jessica Baglow como Lianne
- Kevin Harvey como Akede
- Ray Nicholas como o Sargento-mor
- Paul Opacic como Corporal Simms
- Ben Batt como Trooper Jones
- Alan Pattison como Peter Davis
- Shahid Ahmed como Sr. Sharma
- Sufian Ashraf como Sra. Sharma
- Jake Norton como leitor de notícias
- Kyle Ward como Paperboy
- Martin Pemberton e Paul Howell como soldados

## Produção

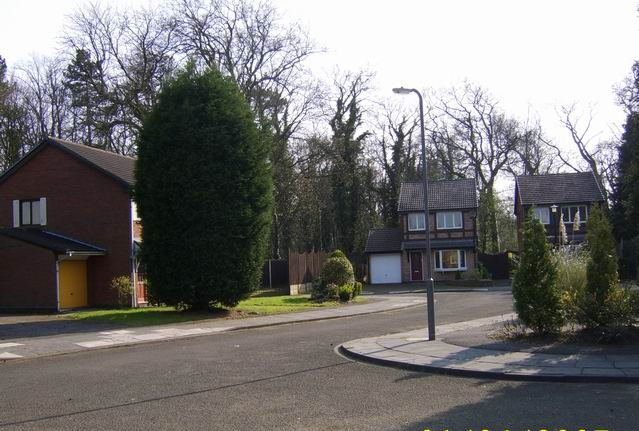
O set de Brookside, visto aqui em 2007, foi o cenário para Salvage.

Salvage foi um dos três filmes produzidos para celebrar a cultura de Liverpool e coincidir com o status da cidade de Capital Europeia da Cultura em 2008. Foi dirigido por Lawrence Gough.
As filmagens de Salvage começaram em março de 2008, quando o Liverpool Daily Post relatou que o set de Brookside Close havia sido alugado para uma produtora local para ser usado como set de produção. A produção foi uma produção de baixo orçamento intitulada Salvage. Esta foi a última vez que as casas do set de Brookside foram usadas para fins de produção.  Ele foi vendido para um desenvolvedor privado meses depois.

## Lançamento e recepção
O filme recebeu críticas modestas após seu lançamento e não foi amplamente distribuído. Apesar dos melhores esforços dos designers do cenário, alguns críticos comentaram sobre sua semelhança com Brookside Close. Atribuindo-lhe três de cinco estrelas, a revista Time Out observou que o filme havia feito um uso inteligente do set.
O filme, que marcou a estreia de Lawrence Gough como diretor, ganhou a Neve McIntosh um Fantasporto de Melhor Atriz em 2010, bem como o Prêmio de Melhor Atriz de Terror no Fantastic Fest.